# Critérium international de Sétif
Le Critérium international de Sétif, est une course cycliste sur route masculine algérienne. Créé en 2014, il est disputé après le Tour international de Sétif.
Il s'agit de la sixième épreuve du Tour d'Algérie, le GTAC-2014.
Les cyclistes courent sur un circuit fermé de 30 tours à l’intérieur du périmètre de la ville de Sétif totalisant 96 kilomètres.
Le départ est devant le siège de la wilaya de Sétif, avenue du 1er novembre.

## Palmarès
| Année | Vainqueur          | Deuxième              | Troisième            |
| ----- | ------------------ | --------------------- | -------------------- |
| 2014  | Mouhssine Lahsaini | Mekseb Debesay        | Salaheddine Mraouni  |
| 2015  | Mekseb Debesay     | Abdelbasset Hannachi  | Bilal Saada          |
| 2016  | Adil Barbari       | Abdelkader Belmokhtar | Abdelbasset Hannachi |